# جاك هاريس (معلق رياضي)
جاك هاريس (بالإنجليزية: Jack Harris)‏ هو معلق رياضي ومذيع أمريكي، ولد في 18 سبتمبر 1941 في لوغان في الولايات المتحدة.